# Carew (Familienname)
Carew ist ein englischer Familienname.

## Namensträger
- Alexander Carew (1608–1644), englischer Adliger, Politiker und Militär
- Bampfylde Moore Carew (1693–1759), englischer Betrüger und Volksheld
- Coventry Carew (um 1716–1748), britischer Adliger und Politiker
- Edmund Carew (um 1464–1513), englischer Adliger und Militär
- Francis Carew (Politiker, um 1530) (um 1530–1611), englischer Politiker
- Francis Carew (Politiker, um 1598) (um 1598–1628), englischer Marineoffizier und Politiker
- Francis Carew (Politiker, 1602) (1602–1649), englischer Politiker
- Gawain Carew, englischer Adliger, Militär und Politiker, Abgeordneter des House of Commons
- George Carew (Geistlicher) (1497/98–1583), englischer Geistlicher
- George Carew (Admiral) (um 1504–1545), englischer Admiral
- George Carew, 1. Earl of Totnes (1555–1629), englischer Adliger, Politiker und Militär
- George Carew (Diplomat) (um 1556–1612), englischer Diplomat und Politiker
- George Carew (Cricketspieler) (1910–1974), westindischer Cricketspieler
- John Carew (Ritter) (auch John de Carew; † 1324), englischer Ritter
- John Carew (Militär) († 1362), englischer Militär und Beamter
- John Carew (Politiker, vor 1508) (vor 1508–1544/1545), englischer Politiker
- John Carew (Politiker, 1622) (1622–1660), englischer Politiker
- John Carew, 3. Baronet (1635–1692), englischer Adliger und Politiker
- John Carew (Fußballspieler) (* 1979), norwegischer Fußballspieler
- John Edward Carew (um 1782–1868), britischer Bildhauer
- John F. Carew (1873–1951), US-amerikanischer Jurist und Politiker
- Mary Carew (1913–2002), US-amerikanische Leichtathletin
- Matthew Carew, englischer Anwalt und Ritter
- Nicholas Carew (Lordsiegelbewahrer) († 1390), englischer Lordsiegelbewahrer
- Nicholas Carew (Politiker, um 1356) (um 1356–1432), englischer Politiker
- Nicholas Carew (Ritter)  (1404–1447/9), englischer Ritter
- Nicholas Carew (Höfling) (vor 1496–1539), englischer Politiker und Höfling
- Nicholas Carew (Politiker, um 1567) (um 1567–1644), englischer Politiker
- Nicholas Carew (Politiker, 1635) (1635–1688), englischer Politiker
- Nicholas Carew, 1. Baronet (1687–1727), englischer Adliger und Politiker
- Richard of Carew († 1280), walisischer Geistlicher; Bischof von St Davids
- Richard Carew (Ritter) (um 1469–1520), englischer Ritter
- Richard Carew (Politiker, 1555) (1555–1620), englischer Politiker und Schriftsteller
- Richard Carew, 1. Baronet (1579/1580–1643), englischer Adliger und Politiker
- Richard Carew (Politiker, 1641) (1641–1691), englischer Politiker
- Richard Carew Pole (1938–2024), britischer Adliger
- Reginald Pole-Carew (Politiker, 1753) (1753–1835), britischer Politiker
- Reginald Pole-Carew (Offizier) (1849–1924), britischer Adliger, Offizier und Politiker
- Robert Carew (Politiker, 1752) (1752–1829), irisch-britischer Politiker
- Robert Carew, 1. Baron Carew (1787–1856), britischer Adliger und Politiker
- Robert Carew, 2. Baron Carew (1818–1881), britischer Adliger und Politiker
- Robert Carew, 3. Baron Carew (1860–1923), britischer Adliger und Politiker
- Rod Carew (* 1945), panamaischer Baseballspieler
- Roger Carew (nach 1528–1590), englischer Politiker
- Stan Carew († 2015), kanadischer Musiker, Schauspieler und Radiomoderator
- Thomas de Carew († 1255), walisischer Geistlicher, Bischof von St Davids, siehe Thomas Wallensis
- Thomas Carew (Militär) (um 1368–1431), englischer Militär
- Thomas Carew (Politiker, um 1527) (1526/1527–1564), englischer Politiker
- Thomas Carew (Dichter) (1594–1640), englischer Dichter
- Thomas Carew (Politiker, 1624) (1624–1681), englischer Politiker
- Thomas Carew, 1. Baronet (1632–1673), englischer Adliger und Politiker
- Thomas Carew (Politiker, 1664) (1664–1705), englischer Politiker
- Thomas Carew (Politiker, um 1702) (um 1702–1766), britischer Politiker
- William Carew, 5. Baronet (1689–1744), britischer Adliger und Politiker
- William Pole-Carew (1811–1888), britischer Politiker
- William Aquin Carew (1922–2012), kanadischer Geistlicher und vatikanischer Diplomat
- Wymond Carew (1498–1549), englischer Höfling und Politiker